# Саманджи, Беркай
Беркай Саманджи (тур. Berkay Samancı; 11 апреля 1989 года, Измит) — турецкий футболист, играющий на позиции полузащитника. Ныне выступает за турецкий клуб «Алтынорду».

## Клубная карьера
Беркай Саманджи — воспитанник турецкого футбольного клуба «Коджаэлиспор». 12 мая 2007 года он дебютировал во второй по значимости лиге Турции, выйдя на замену в концовке гостевого поединка против клуба «Генчлербирлиги ОФТАШ». В 2008 году «Коджаэлиспор» вышел в Суперлигу. 22 ноября 2008 года Саманджи дебютировал на высшем уровне, выйдя на замену в концовке гостевого матча с «Антальяспором».
В августе 2009 года полузащитник перешёл в клуб Первой лиги «Буджаспор». Вторую половину сезона 2010/11 Беркай Саманджи провёл на правах аренды за команду той же лиги «Адана Демирспор». Летом 2014 года он стал футболистом клуба Первой лиги «Алтынорду». 28 апреля 2015 года Саманджи забил свой первый гол на профессиональном уровне, выведя свою команду вперёд в гостевой игре с «Ордуспором».
Сезон 2016/17 Беркай Саманджи провёл за «Адану Демирспор», а первую половину сезона 2017/18 — за «Манисаспор».
С середины января 2018 года полузащитник играет за «Алтынорду».